# Новый Алендарь
Но́вый Аленда́рь — деревня в Боханском районе Иркутской области России. Входит в состав Тарасинского муниципального образования. 
Находится на левом берегу реки Алендарь, левого притока реки Тарасы (при слиянии рек Малый Алендарь и Большой Алендарь), в 8 км к западу от центра сельского поселения — села Тараса.

## Население
| 2002 | 2010 | 2011 | 2012 |
| ---- | ---- | ---- | ---- |
| 161  | ↘140 | →140 | ↘138 |

По данным Всероссийской переписи, в 2010 году в деревне проживало 140 человек (69 мужчин и 71 женщина).